# Tygtekniska kåren
Tygtekniska kåren (TygK) var den personalkår inom den svenska krigsmakten som organiserade arméns tekniska personal. Kåren bildades 1958 genom sammanslagning av arméingenjörer, tygverkmästare och tyghantverkare.
Senare tillkom andra befattningar som arméverkmästare och armétekniker.